# Fontos vagy nekem
A Fontos vagy nekem (eredeti cím: I Care a Lot 2020-ban bemutatott fekete komédia-thriller, melynek forgatókönyvírója és rendezője J Blakeson. A főszerepben Rosamund Pike, Peter Dinklage, Eiza González, Chris Messina és Dianne West láthatók.
Világpremierje 2020. szeptember 12-én volt a Torontói Nemzetközi Filmfesztiválon, majd 2021. február 19-én mutatták be globálisan különféle streaming-szolgáltatóknál. Magyarországon ez a Netflix volt, más országokban pedig az Amazon Prime Video mutatta be.
A kritikusok jól fogadták a filmet, dicsérve Pike alakítását, aki a szerepért Golden Globe-díjat kapott. A közönség értékelése már vegyesebb volt.

## Cselekmény
Marla Grayson egy szélhámosnő, aki kiterjedt hálózata segítségével eléri, hogy idős, beteg, egyedül élő emberek gondnokává nevezze ki őt a bíróság, azzal indokolva, hogy nem tudnak gondoskodni az önellátásukról. Ezután az öregek egy ismerősének az idősotthonába kerülnek, szigorú felügyelet alatt, ahol nem tarthatják a kapcsolatot a külvilággal, majd ráteszi a kezét a vagyonukra.
Dr. Karen Amos, a vele összejátszó orvosnő egyik nap azzal hívatja be magához, hogy egy igazi főnyeremény akadt horogra: Jennifer Peterson, az egyedül élő, egyetlen élő rokonnal sem rendelkező gazdag nyugdíjas asszony. Dr. Amos elmegy a bíróságra Marlával, ahol hamisan tanúskodva azt állítja, hogy Jennifer képtelen ellátni magát, a bíróság pedig, ahogy az ilyen rendkívüli esetekben szokás, az érintett fél meghallgatása nélkül, nyomban gondnokot rendel. Marla ezután azonnal akcióba lendül: Jennifert beviteti az öregek otthonába, a házát árverésre bocsátja, az értékes ingóságait eladogatja, majd végül egy széfkulcsot talál, ami az egyik bank páncéltermét nyitja, ahol több gyémántot is őrzött az idős nő.
Amiről azonban Marla nem tud, az az, hogy Jennifer (vagyis az ezen az álnéven élő nő) egy orosz maffiózó, bizonyos Roman Lunyov anyja, aki időnként odaküldeti az embereit, hogy nézzenek rá. Mikor észreveszik, hogy valami nincs rendben, Roman elküldeti az ügyvédjét Marlához azzal, hogy megvesztegesse egy kis kenőpénzzel. Marla azonban nem hajlandó elengedni Jennifert, amire válaszul az ügyvéd burkoltan megfenyegeti. Bíróságra kerül az ügy, ahol az ügyvéd nem tud semmit elérni, ugyanis a bíró szerint nincs érvényes meghatalmazása. Mikor Marla kérdezősködni kezd Jennifernél, hogy ő kért-e fel ügyvédet, Jennifer rájön, hogy mi folyik itt, és közli Marlával, hogy jó nagy bajban van.
Ezután Roman három emberét küldeti az öregek otthonába, hogy kiszabadítsák az anyját. Majdnem sikerrel is járnak, eközben egy őrt is lelőnek, de az utolsó pillanatban a bejáratnál Marla közbelép, így a rendőrök letartóztatják a férfiakat, Jennifert pedig visszaviszik az otthonba. Marla rájön, hogy ki is a nő és hogy kik járnak a nyomában, és azt is megtudja, hogy Dr. Amost ismeretlenek megölték. Marla szeretője és bűntársa, Fran, megpróbálja meggyőzni arról, hogy hagyják a fenébe a nőt, de Marla hajthatatlan. Sőt bosszúból pszichiátriai intézetbe küldeti Jennifert.
Később aztán maffiózók kábítják el és teszik be a kocsija csomagtartójába, miközben Frant brutálisan bántalmazzák az otthonukban. Marla a semmi közepén ébred fel éjszaka, vele szemben pedig Roman ül, aki követeli, hogy adja vissza az anyját és az ellopott gyémántokat is. Még ebben a helyzetben sem retten meg, és tízmillió dollárt követel, mire Roman int az embereinek, hogy öljék meg, de úgy, hogy balesetnek tűnjön. Elkábítják, beültetik a kocsijába, és úgy rendezik, mintha ittasan vezetve belehajtott volna a tóba. Marla magához tér, és az utolsó pillanatban ki tud törni a kocsiból. Hazatér, és még az utolsó pillanatban ki tudja hozni az eszméletlenre vert Frant a lakásukból, ami gázszivárgás miatt felrobban.
Fran továbbra is azt javasolja, hogy szökjenek meg, de Marlának más ötlete van. Megjegyezte az autó rendszámát, amivel Romanék közlekedtek, ami alapján megkeresik a sofőr lakását, majd követni kezdik, egészen egy irodaház parkolószintjéig. Sokkolóval kiüti a sofőrt, majd elkábítja Romant, akit elrabol, majd anyaszült meztelenül az erdő közepén hagy. Mikor megtalálja őt egy futó, azonnal kórházba kerül, és mivel neki sincs lekövethető személyazonossága, ismeretlen személynek minősül, akinek gondnokot kell kirendelni - Marla személyében.
Marla meglátogatja a kórházban, és közli vele, hogy a markában van és kéri a tízmillió dollárt. Roman, akit lenyűgöztek a nő képességei, ehelyett azt ajánlja, hogy társuljanak, és építsenek egy óriási hálózatot a gondnoki ellátásból. Elfogadja az ajánlatot, és előretörve az üzleti életben végül egy sikeres cég vezérigazgatója lesz, amely az öregek kisemmizésére épül. A film záró jelenetében aztán, amikor kijön egy tévéinterjúról, egy korábbi gondnokoltjának a fia, akit elzárt az anyjától, és így anélkül halt meg, hogy találkozhattak volna, lelövi.

## Szereplők
| Szerep            | Színész            | Magyar hang     |
| ----------------- | ------------------ | --------------- |
| Marla Grayson     | Rosamund Pike      | Horváth Lili    |
| Roman Lunyov      | Peter Dinklage     | Láng Balázs     |
| Fran              | Elza González      | Bánfalvi Eszter |
| Dean Ericson      | Chris Messina      | Rajkai Zoltán   |
| Jennifer Peterson | Dianne Wiest       | Tímár Éva       |
| Lomax bíró        | Isiah Whitlock Jr. | Bolla Róbert    |
| Feldstrom         | Macon Blair        | Kapácsy Miklós  |
| Dr. Karen Amos    | Alicia Witt        | Bognár Anna     |
| Sam Rice          | Damian Young       | Fazekas István  |

## Forgatás
2019 májusában jelentették be, hogy Rosamund Pike játssza a főszerepet a filmben, amit J Blakeson ír és rendez. Júniusban Peter Dinklage és Elza González csatlakozását is bejelentették. Júliusban Chris Messina és Dianne Wiest is csatlakozott, a forgatást pedig még ebben a hónapban elkezdték. A forgatás a Massachusets állambeli Dedhamben volt.

## Megjelenés
2020. szeptember 12-én volt a világpremier a Torontói Nemzetközi Filmfesztiválon. Nem sokkal ezt követően a Netflix megszerezte a forgalmazási jogokat több országban, így az Egyesült Államokban, Franciaországban, Németországban, Latin-Amerikában, Dél-Afrikában, a Közel-Keleten, Indiában, és Magyarországon is. Más országokban, így az Egyesült Királyságban, Ausztráliában, Kanadában, Írországban, Olaszországban és Új-Zélandon is a Prime Video lett a forgalmazó. Mindkét szolgáltatónál 2021. február 19-én debütált.

## Fogadtatás
A kritikusok alapvetően pozitívan nyilatkoztak a filmről. Dicsérték Rosamund Pike színészi játékát, aki a Holtodiglan című filmben nyújtotthoz igen hasonló karaktert játszott. A Filmtekercs kritikája szerint "elképesztő hitelességgel alakítja a gátlástalan, meggyőzően fellépő, cinikus és tenyérbemászóan ellenszenves Marla Greysont. Ám az események előrehaladtával döbbenten konstatáljuk, hogy nem csupán egy pénzért mindenre elszánt és mindenkin átgázoló magánzóval van dolgunk. Greyson áldatlan tevékenysége egy egész intézményhálózat összejátszására épül, mely az ő vezetésével pókhálóként éppúgy magába szövi a „kiajánló” és szakvéleményt adó háziorvost, mint az idősotthon vezetőjét." Emellett a film erényeként írják le, hogy "a maffiózó anyját alakító Dianne Wiest éppoly nagyot alakít a titkot őrző, semmitől meg nem rettenő anya szerepében, mint maffiafőnökként a Trónok harca Tyrionjához hasonlatosan cinikus, de félelmetesen okos figurát alakító Peter Dinklage. Hármójuk összjátéka igazi csemege, és különösen szórakoztató Marla és Jennifer véres cicaharca. S ugyan a film története némiképp valószerűtlen, a szatíra lényegét az arányok eltolása is jelenti". Összességében a filmet "cinikus és kiábrándító, ám roppant szórakoztató és mulatságos bűnügyi szatírának" írják le.
Nem ennyire pozitív a Player kritikája, amely a film főhősét "emberi hulladéknak" nevezi, és bár dicséri Pike játékát, a film nagy negatívumának nevezi azt, hogy a másik filmjével, a Holtodiglannal szemben ezt csak két szinten lehet értelmezni: először is hogy "a világ gonosz, de ez a gondolatiság egy átlagos igazságérzettel megvert nézőt egy fél óra után elképesztően fog frusztrálni". A második, hogy "J Blakeson rendező egészen egyszerűen be akart mutatni egy erős női karaktert – aki ráadásul leszbikus, csak hogy maximális fordulatszámon pörögjön a feminin tökösség –, aki a vele szemben eszköztelen férfiakat durván el tudja küldeni a fenébe, és nem hogy képes megállni a saját lábán, de még egy orosz maffiózót is simán meg tud leckéztetni." Ezen bonyodalmon túlmenően látja elhasalni a filmet, amiben mindenki azt várja, hogy elkezdődik a főszereplő szenvedéstörténete, ehelyett azonban a maffiózóról is kiderül, hogy szerencsétlenkedik. Mindössze 5 pontra értékelték a filmet, kiemelve az elképesztően irritáló főszereplőt, hogy egyetlen szereplővel sem lehet azonosulni, és hogy összességében az utóbbi idők legfrusztrálóbb filmélménye.

## Fordítás
- Ez a szócikk részben vagy egészben  az   I Care a Lot című angol Wikipédia-szócikk ezen változatának fordításán alapul.  Az eredeti cikk szerkesztőit annak laptörténete sorolja fel. Ez a jelzés csupán a megfogalmazás eredetét és a szerzői jogokat jelzi, nem szolgál a cikkben szereplő információk forrásmegjelöléseként.